# Cold as Ice (M.O.P.)
Cold as Ice è un singolo hip hop del gruppo musicale M.O.P. pubblicato nel 2000 ed estratto dall'album Warriorz.
Il campionamento di Cold as Ice è preso dalla canzone omonima dei Foreigner.
Autoprodotto, Cold as Ice segue Ante Up, riuscendo ad essere trasmesso anche in radio, nonostante il testo per la versione radiofonica sia fortemente censurato. Cold as Ice è riuscito ad entrare nella top 10 della UK Singles Chart, raggiungendo il quarto posto.